# Erella Hovers
Erella Hovers (hebräisch אראלה חוברס, * 1956 in Haifa, Israel) ist eine israelische Paläoanthropologin und Hochschullehrerin.

## Leben
Hovers studierte an der Hebräischen Universität Jerusalem Archäologie bei Ofer Bar-Yosef.
Ebenda, im Jahr 1997, promovierte sie bei ihm und Naama Goren-Inbar über den paläolithischen Fundplatz der Qafzeh-Höhle (Variability of Levantine Mousterian assemblages and settlement patterns: implications for understanding the development of human behavior).
Danach arbeitete Hovers als wissenschaftliche Mitarbeiterin und Gast-Forscherin für jeweils ein bis zwei Jahre am:
- Institut für Anthropologie der Harvard-Universität
- Institut für Human origin der Arizona State University
- Institut für Anthropologie an der New York University.

In Israel ist sie seither Dozentin und Professorin am Institut für Archäologie der Hebräischen Universität Jerusalem.

## Vorlesungsthemen (Auswahl)
Hovers hielt Vorlesungen zu den folgenden Themen:
- Einführung in die Ur- und Frühgeschichte
- Steinzeit
- Urgeschichte Palästinas
- Fleischbeschaffung und Essen in der Frühgeschichte
- Entscheidungsprozesse der Jäger und Sammler
- Quartär Israels, Altpaläolithikum und Mittelpaläolithikum
- Territorialität von Jägern und Sammlern
- Gender in der Frühgeschichte
- Prozesse der Standortbildung
- Erfindungen und Innovationen – das Auftreten und die Verbreitung technologischer Ideen
- Frühgeschichtliche Migration und Ausbreitung
- Wissenschaftliches Schreiben und Veröffentlichen
- Die frühgeschichtliche Kolonisation Australiens und Amerikas
- Zentrum und Rand – Mittelpaläolithikum in Europa[1]

## Forschungsprojekte
Hovers forscht auf dem Gebiet der sozialen, territorialen und technologischen Entwicklung der Menschen in der Steinzeit, besonders der Neandertaler.
Sie untersucht deren Verhaltensweisen und deren Produktion auf den Gebieten der Symbolik und Kunst.
Dazu beteiligt sie sich an Ausgrabungen und wertet das Ausgrabungsmaterial aus.
Orte dieser Ausgrabungen sind:

### Israel
- Ha'Ela-Höhle ⊙
- Amud-Höhle ⊙
- Ein Qashish ⊙
- Qafzeh-Höhle ⊙
- Hayonim-Höhle ⊙
- Zuttieyh Höhle ⊙[1][2]

### Äthiopien
- Melka Wakena ⊙, frühes Acheuléen
- Goda Buticha ⊙
- Hadar ⊙, Oldowan-Kultur[1][2]

## Forschungsinteressen
Hovers forscht auf den Gebieten
- der plio-pleistozänen Archäologie in Ostafrika,
- des Mittelpaläolithikum der Levante,
- der Evolution von Symbolik und Kunst,
- der lithischen Technologie des Moustérien,
- der Subsistenz und der Mobilität früher Hominini und ihrer Landnutzungsstrategien,
- der Fossilisation,
- der Archäologischen Theorie.[1][4]

## Veröffentlichungen (Auswahl)
- Gili Greenbaum, Wayne M. Getz, Noah A. Rosenberg, Marcus W. Feldman, Erella Hovers, Oren Kolodny: Disease transmission and introgression can explain the long-lasting contact zone of modern humans and Neanderthals, 2019, Nature Communications. 10 (1): 5003. bibcode:2019NatCo..10.5003G. doi:10.1038/s41467-019-12862-7. PMC 6825168 (freier Volltext). PMID 31676766.
- Ravid Ekshtain, Ariel Malinsky-Buller, Noam Greenbaum, Netta Mitki, Mareike C. Stahlschmidt, Ruth Shahack-Gross, Nadav Nir, Naomi Porat, Daniella E. Bar-Yosef Mayer, Reuven Yeshurun, Ella Been, Yoel Rak, Nuha Agha, Lena Brailovsky, Masha Krakovsky, Polina Spivak, Micka Ullman, Ariel Vered, Omry Barzilai, Erella Hovers: Persistent Neanderthal occupation of the open-air site of Ein Qashish, Israel, 2019, PLOS ONE. 14 (6): e0215668. bibcode:2019PLoSO..1415668E, doi:10.1371/journal.pone.0215668 download als PDF möglich, 7 MB
- Zelalem Assefa, Asfawossen Asrat, Erella Hovers, Yin Lam, Osbjorn Pearson, David Pleurdeau: Engraved ostrich eggshell from the Middle Stone Age contexts of Goda Buticha, Ethiopia, Elsevier, Journal of Archaeological Science: Reports, Volume 17, 2018, S. 723–729, doi:10.1016/j.jasrep.2017.12.035
- Chantal Tribolo, Asfawossen Asrat, Jean-Jacques Bahain, Cécile Chapon, Eric Douville, Carole Fragnol, Marion Hernandez, Erella Hovers, Alice Leplongeon, Loïc Martin, David Pleurdeau, Osbjorn Pearson, Simon Puaud, Zelalem Assefa: Across the Gap: Geochronological and Sedimentological Analyses from the Late Pleistocene-Holocene Sequence of Goda Buticha, Southeastern Ethiopia, 2017, PLoS ONE 12(1): e0169418 doi:10.1371/journal.pone.0169418
- Erella Hovers: Archaeology: Unexpectedly early signs of Americans, 2017, Nature 544(7651), S. 420–421, doi:10.1038/544420a, Project: MSA cave sites eastern Ethiopia
- Omry Barzilai, Ariel Malinski-Buller, Ravid Ekshtain and Erella Hovers: En Qashish (Ein Qashish), Preliminary Report, 2015, Hadashot Arkheologiyot. 127, S. 367–375.
- Erella Hovers: Archaeology: Tools go back in time in Nature Band 521, Nr. 7552, 2015, S. 294–295, doi:10.1038/521294a
- Erella Hovers: The lithic assemblages of Qafzeh Cave, Oxford, New York: Oxford University Press, 2009, ISBN 9780195322774
- Ruth Shahack-Gross, Avner Ayalon, Paul Goldberg, Yuval Goren, B. Ofek, Rivka Rabinovich, Erella Hovers: Formation processes of cemented features in karstic cave sites revealed using stable oxygen and carbon isotopic analyses: A case study at Middle Paleolithic Amud Cave, Israel in Geoarchaeology, 23: S. 43–62, 2008
- Erella Hovers, Steven Kuhn: Transitions Before the Transition Evolution and Stability in the Middle Paleolithic and Middle Stone Age, 2007, Springer Science & Business Media. S. 171–88. ISBN 978-0-387-24661-1 eingeschränkte Vorschau in der Google-Buchsuche
- Erella Hovers, Shimon Ilani, Ofer Bar-Yosef, Bernard Vandermeersch: An early case of color symbolism: Ochre use by modern humans in Qafzeh Cave 1 in: Current Anthropology Band 44, Nr. 4, 2003, S. 491–522.
- Marco Madella, Martin K. Jones, Paul Goldberg, Yuval Goren, Erella Hovers: The exploitation of plant resources by Neanderthals in Amud Cave (Israel): The evidence from phytolith studies in Journal of Archaeological Science, 29, S. 703–719, 2002
- Erella Hovers, Yoel Rak, William H. Kimbel: Ha'Ela Cave – a newly discovered prehistoric site in the western Galilee, 2000, Journal of the Israel Prehistoric Society 30, S. 89–103 Download als PDF möglich
- Erella Hovers, William H. Kimbel und Yoal Rak: The Amud 7 skeleton – still a burial. Response to Gargett. In: Journal of Human Evolution. Band 39, Nr. 2, 2000, S. 253–260, doi:10.1006/jhev.1999.0406.
- Erella Hovers, Yoel Rak, Ron Lavi und  William H. Kimbel: Hominid Remains from Amud Cave in the Context of the Levantine Middle Paleolithic. In: Paléorient. Band 21, Nr. 2, 1995, S. 47–61, Volltext